# 尼克拉斯·迈纳特
尼克拉斯·迈纳特（德語：Niklas Meinert，1981年5月1日—），德国男子曲棍球运动员。他曾代表德国国家队参加2008年夏季奥林匹克运动会曲棍球比赛，获得一枚金牌。